# Robert Allen Dyer
Robert Allen Dyer (Pietermaritzburg, 21 de setembro de 1900 - Johannesburgo, 26 de outubro de 1987) foi um botânico e taxônomo sul-africano.
Estudou particularmente a família Amaryllidaceae e as plantas suculentas, contribuindo e editando Bothalia e Flowering Plants of Africa. Também foi diretor do  "Botanical Research Institute" em Pretória de 1944 a 1963.

## Educação e carreira
Frequentou Michaelhouse e Natal University College 1919-1923, obtendo os graus de M.Sc. em 1923 e D.Sc. em 1937. Nomeado assistente de Selmar Schonland em Grahamstown em 1925, bem como curador do Albany Museum Herbarium. Depois de fazer um período de três anos (1931-1934) como oficial de ligação com o Royal Botanic Gardens, Kew, ele foi transferido para o Herbário Nacional em Pretória. Aqui, ele se tornou Chefe e, posteriormente, Diretor de 1944 a 1963. Ele reviveu a Seção de Pesquisa Botânica e iniciou o Jardim Botânico Nacional de Pretória, bem como editou Bothalia, The Flowering Plants of Africa, Memoirs of the Botanical Survey of South Africa e fez o lançamento da Flora of Southern Africa. Depois de se aposentar em 1963, ele continuou trabalhando no Instituto, dedicando seu tempo à produção de Genera of Southern African Flowering Plants. Seu último grande trabalho tratou de Ceropegia, Brachystelma e Riocreuxia e apareceu na Flora of Southern Africa em 1981. Ao todo, ele produziu cerca de 450 publicações.
Suas maiores contribuições foram no campo da taxonomia de plantas e publicou extensivamente em Flowering Plants of Africa and Bothalia. Seus espécimes botânicos coletados somam mais de 6 000 e estão alojados em Pretoria, Grahamstown, Kew e no Bolus Herbarium.

## Algumas publicações
- The Succulent Euphorbiae (1941) com White & Sloane
- The South African Cicadas (Bothalia 1963)
- Flora of Southern Africa - Myrsinaceae, Primulaceae e Plumbaginaceae (1963)
- Flora of Southern Africa - Stangeriaceae, Zamiaceae (com Inez C. Verdoorn) (1966)
- Genera of Southern African Flowering Plants (Vol.1, Dicots 1975) (Vol.2, Monocots com Mrs. Mauve) (1976)

## Homenagens
Em sua honra foi nomeado o gênero:
- Radyera Bullock

e as espécies:
- Aridaria dyeri N.E.Br.
- Hereroa dyeri (L.) Bol.

Coletou mais de seis mil espécimens botânicos que estão conservados em  Pretória, Grahamstown, Kew e no Bolus Herbarium.